# Бутове (Орловська область)
Бутове (рос. Бутово) — присілок Урицького району Орловської області Російської Федерації. Входить до складу Котовського сільського поселення.

## Географія
Село знаходиться у центральній частині Середньоросійської височини, у межах степової та лісостепової зон, на території Урицького району Орловської області. Розташоване на річці Орлик, за 8 км. від районного центру Наришкіно, та у 16 км. від обласного центру міста Орел.

## Клімат
Клімат села помірно-континентальний, з м'якою зимою та теплим літом. Опадів більше випадає влітку і на початку осені.

## Населення
| 2002 | 2008 | 2010 |
| 39   | ↘ 27 | ↘ 24 |

## Пам'ятки
На території села знайдено пам'ятки верхньоокської культури.